# Bandera de Chattanooga
La bandera de Chattanooga està formada per tres franges horitzontals d'igual amplada de colors verd, blau i verd, amb el segell de la ciutat situat al centre. El segell, dissenyat per George Little ja fou adoptat el 1975, mentre que la bandera s'adoptà el 2012.

## Descripció
Les franges verdes representen les muntanyes que envolten la ciutat (els Apalatxes i l'altiplà Cumberland), mentre que la de color blau representa el riu Tennessee que la travessa. El segell dissenyat per George Little, mostra una vista de la ciutat des de Point Park a Lookout Mountain, i adoptat el febrer de 1975.

## Banderes històriques
L'antiga bandera utilitzada des del 1923 fins al 2012 contenia un cercle blau marí amb una estrella blanca de cinc puntes envoltada de dues fulles de cornus o dogwood sobre un camp rectangular vermell, amb dues franges estretes de blanc i blau marí a l'extrem del vol.

Bandera de 1923-2012